# Tour Saint-Clair - Château de Derval
Pour l’article homonyme, voir Château Saint-Clair (Vendée).
Le château de Derval, aujourd'hui qualifié de tour Saint-Clair est un ancien château fort, aujourd'hui en ruine, dont les vestiges se dressent au lieu-dit le Bas Château, dans les bois, à 2,5 kilomètres au nord-nord-est du bourg de Derval, dans le département français de la Loire-Atlantique (région Pays de la Loire).

## Historique
En 1373, le château tenu par le chevalier anglais Robert Knolles est assiégé par Bertrand du Guesclin. Robert Knolles s'était vu confié le château, qu'il conservera jusqu'en 1380, par le duc de Bretagne, Jean de Montfort.
Le château était propriété de la famille de Derval et notamment Jean de Malestroit et de son épouse Hélène de Laval, au XVe siècle.
Le château est détruit à la fin du XVIe siècle, à la suite des Guerres de la Ligue.

## Description
Les vestiges du château sont peu visibles ; le site ayant servi de carrière de pierres jusque dans le courant du XXème siècle. Le principal édifice conservé est la tour maîtresse (dite tour Saint-Clair), d'une hauteur de 24 mètres, effondrée sur la moitié de son diamètre. La haute-cour est précédée d'une basse-cour quadrangulaire. L'ensemble est enveloppé d'une succession de douves encore partiellement en eaux et d'ouvrages terrassés à vocation défensive, matérialisant plusieurs enceintes successives.  
La plus ancienne représentation connue du château de Derval tel qu'il se présentait à la fin du Moyen Âge se trouve être une miniature de la fin du XVe siècle réalisée par Pierre Le Baud pour Les Chroniques et histoires des Bretons. Le siège de Derval de 1373, illustré sur cette miniature et rapporté par Jean Froissart, constitue la première mention du château dans les sources historiques.
Ogée (1728-1789) dans son Dictionnaire historique et géographique de la province de Bretagne, décrit ainsi le château : « il était situé à une demi-lieue au nord du bourg, flanqué de neuf tours, tant grosses que petites, et entouré de fossés et d'un étang rempli d'une eau courante, qu'on retenait ou qu'on laissait couler par de petites écluses. Il avait en outre deux murs qui le cachaient : le premier était peu de choses; mais le second était formé par des bâtiments qu'il fallait traverser pour arriver au troisième pont, où se trouvait la principale entrée. »
|                                                                                             |
| Folio 393v Pierre Le Baud offrant son livre à Jean de Derval et à sa femme Hélène de Laval. |

| |
| Siège du château de Derval en 1373, on peut apercevoir Bertrand du Guesclin au premier plan de l'enluminure reconnaissable à ses armoiries. |

## Protection
L'édifice a d'abord fait l'objet d'une inscription partielle, au titre des monuments historiques par arrêté du 16 juillet 1925, pour protéger la tour Saint-Clair, qui est le seul vestige encore en élévation.
En novembre 2021, la protection est étendue à tout le site, parties bâties et non bâties, afin de protéger l'espace environnant, les douves et les vestiges enfouis.